# Rio de las Piedras
Il Rio de las Piedras è un fiume del Perù lungo 640 km. È un affluente di sinistra del Madre de Dios, appartenente al bacino idrografico del Rio delle Amazzoni, non lontano dalla città di Puerto Maldonado. Forma il lago Soledad, sulle cui sponde è situato l'Amazon Research and Conservation Center.